# سفید کردن پوست
سفید کردن پوست که به عنوان روشن کردن نیز شناخته می‌شود، عمل استفاده از مواد شیمیایی در تلاش برای روشن کردن پوست یا ایجاد رنگ یکنواخت پوست با کاهش غلظت ملانین در پوست است. نشان داده شده است که چندین ماده شیمیایی در سفید کردن پوست موثرند اما برخی از آنها سمی هستند یا ایمن بودن آنها برای استفاده مشکوک دارند. این شامل ترکیبات جیوه است که ممکن است باعث مشکلات عصبی و کلیوی شود.
در تعدادی از کشورهای آفریقایی، بین ۲۵ تا ۸۰ درصد از زنان به‌طور منظم از محصولات سفیدکننده پوست استفاده می‌کنند. در آسیا این عدد حدود ۴۰ درصد است. در هند، به‌طور خاص، بیش از نیمی از محصولات مراقبت از پوست برای سفید کردن پوست فروخته می‌شود. در پاکستان، استفاده از محصولات روشن کننده پوست خیلی رایج است و کرم‌ها حاوی سطوح سمی هیدروکینون و جیوه هستند.
تلاش برای روشن کردن پوست حداقل به دهه ۱۵۰۰ در آسیا برمی‌گردد. بعضی از مواد سفیدکننده پوست - مانند اسید کوجیک و آلفا هیدروکسی اسید - در لوازم آرایشی در اروپا مجاز است اما مواردی مانند هیدروکینون و ترتینوئین در زمره مواد غیرمجاز به حساب می‌آیند. برخی از کشورها ترکیبات جیوه در لوازم آرایشی را مجاز نمی‌دانند اما در برخی کشورها لوازم آرایشی حاوی جیوه هنوز مجاز است و حتی می‌توان آنها را به صورت آنلاین خریداری کرد.

## کاربرد
بعضی از قسمتهای پوست مانند خال را که دارای افزایش رنگدانه می‌توان رنگدانه زدایی کرد تا با پوست اطراف مطابقت داشته باشد. عوامل مؤثر برای قسمتهای خاص شامل کورتیکواستروئیدها، ترتینوئین و هیدروکینون است. با این حال، به دلیل نگرانی از عوارض جانبی، این عوامل در لوازم آرایشی در اروپا مجاز نیستند. تلاش برای سفید کردن نواحی بزرگ پوست نیز ممکن است توسط فرهنگهای و به دلایل ظاهری، سیاسی یا اقتصادی خاصی انجام شود. سفیدکننده‌های پوست می‌توانند کمک کنند رنگ پوست، روشنتر شود. بسیاری از آنها حاوی مواد مضری مانند کلوبتازول پروپیونات استروئیدی، جیوه معدنی (کلرید جیوه یا جیوه آمیخته)، گلوتاتیون (آنتی‌اکسیدانی که به‌طور سنتی در درمان سرطان استفاده می‌شود)، و ترکیب آلی هیدروکینون هستند. خطرات اصلی روشن کننده‌های پوست به موارد زیر مرتبط است: (۱) استفاده بیش از حد از موضعی کلوبتازول، که می‌تواند باعث اثرات سیستمیک استروئیدی ناشی از استفاده روزانه، به ویژه در مناطق وسیع پوست شود. و (ب) محتوای جیوه پنهان، که بسته به حساسیت فردی می‌تواند منجر به مسمومیت با جیوه شود. بسیاری از سفید کننده‌های پوست حاوی شکل سمی جیوه به عنوان ماده فعال هستند. بنابراین، استفاده از آنها ممکن است به سلامت افراد آسیب برساند و در بسیاری از کشورها غیرقانونی است.
هیدروکینون یک عامل رایج در سفید کننده‌های پوست است که اتحادیه اروپا استفاده از آن در تولید مواد آرایشی را در سال ۲۰۰۰ ممنوع کرد. سازوکار اثرگذاری هیدروکینون، کاهش دادن تولید ملانین در بدن است. همچنین ترتینوئین که با عنوان اسید رتینوئیک تمام ترانس نیز شناخته می‌شود، ممکن است برای سفید کردن نواحی خاص استفاده شود. این ماده ممکن است در ترکیب با استروئیدها و هیدروکینون استفاده شود.
آلفا هیدروکسی اسید (AHA) نیز به عنوان سفید کننده پوست استفاده می‌شود، اما مکانیسم بیوشیمیایی آن نامشخص است. عوارض جانبی آن ممکن است شامل حساسیت به آفتاب، قرمزی پوست، ضخیم شدن یا خارش باشد. ممکن است از آن با غلظت کم در لوازم آرایشی استفاده شود. در برخی مطالعات مشخص شده است که اسید کوجیک یک روشن کننده مؤثر است و همچنین مجاز به استفاده در لوازم آرایشی است. اما عوارض جانبی آن شامل قرمزی و اگزما است.
گلوتاتیون رایج‌ترین عاملی است که از طریق دهان برای سفید کردن پوست مصرف می‌شود. همچنین ممکن است به عنوان کرم استفاده شود. این یک آنتی‌اکسیدان است که به‌طور معمول توسط بدن ساخته می‌شود. از سال ۲۰۱۹ مشخص نیست که آیا واقعاً مؤثر است یا خیر. با توجه به عوارض جانبی که ممکن است در اثر مصرف داخل وریدی ایجاد شود، دولت فیلیپین توصیه می‌کند که چنین استفاده ای ممنوع شود.
یک بررسی در سال ۲۰۱۷ شواهد آزمایشی از فواید ترانگزامیک اسید در ملاسما یافت، در حالی که بررسی دیگری در سال ۲۰۱۷ نشان داد که شواهد کافی برای تأیید استفاده از آن وجود ندارد. اسید آزلائیک ممکن است گزینه دوم برای ملاسما باشد. تعدادی از انواع لیزر درمانی در ملاسما استفاده شده است که شواهدی از فواید آن وجود دارد. با این حال، عود مجدد عارضه، شایع است و انواع خاصی از لیزرها می‌توانند منجر به رنگدانه بیشتر شوند.

## اثرات جانبی
کرم‌های روشن کننده پوست معمولاً حاوی جیوه، هیدروکینون و کورتیکواستروئیدها هستند. از آنجایی که این ترکیبات می‌توانند عوارض جانبی سطحی و داخلی را ایجاد کنند، استفاده از آنها و عرضه آنها در کشورهای مختلف غیرقانونی است. با این حال، مطالعات شیمیایی مختلف نشان می‌دهد که این ترکیبات همچنان در محصولات آرایشی فروخته شده استفاده می‌شوند، اگرچه به صراحت به عنوان مواد تشکیل دهنده اعلام نشده‌اند.
استفاده طولانی مدت از محصولات مبتنی بر جیوه در نهایت می‌تواند رنگ پوست را تغییر دهد، زیرا جیوه در درم انباشته می‌شود. سمیت جیوه می‌تواند علائم حاد مانند پنومونیت و تحریک معده ایجاد کند. با این حال، طبق مطالعه‌ای که توسط آنتونی ماهه و همکارانش انجام شد، ترکیبات جیوه می‌توانند به عوارض کلیوی و عصبی طولانی‌مدت نیز کمک کنند، که مورد دوم شامل بی‌خوابی، از دست دادن حافظه و تحریک‌پذیری است.
مطالعات دیگر تأثیر قرار گرفتن در معرض هیدروکینون بر سلامت را بررسی کرده‌اند. هیدروکینون از طریق تماس پوستی به سرعت جذب بدن می‌شود. مشخص شده است که استفاده طولانی مدت باعث ایجاد سمیت کلیوی و لوسمی ناشی از بنزن در مغز استخوان می‌شود. مطالعه ای که توسط پاسکال دل جودیس و پینیر ایو انجام شد نشان داد که استفاده از هیدروکینون به شدت با ایجاد اکرونوز، آب مروارید، رنگدانه‌های تکه ای و درماتیت تماسی مرتبط است. اکرونوز می‌تواند متعاقباً منجر به ضایعات و کارسینوم سلول سنگفرشی شود. در حالی که هیدروکینون به‌طور رسمی به عنوان یک سرطان زا طبقه‌بندی نشده است، می‌تواند به مشتقات سرطان زا متابولیزه شود و تغییرات ژنتیکی را در قالب آسیب DNA ایجاد کند.
علاوه بر این، کورتیکواستروئیدها به برخی از رایج‌ترین مواد روشن کننده تبدیل شده‌اند. استفاده طولانی مدت در مناطق وسیعی از پوست ممکن است باعث جذب پوستی شود که می‌تواند عوارضی مانند آتروفی و شکنندگی پوست، گلوکوم، آب مروارید، ادم، پوکی استخوان، بی نظمی‌های قاعدگی و سرکوب رشد ایجاد کند. مطالعه ای که در سال ۲۰۰۰ در داکار، سنگال انجام شد، نشان داد که استفاده مزمن از روشن کننده‌های پوست یک عامل خطر برای فشار خون بالا و دیابت است.
پوستی که از نظر شیمیایی روشن شده است نیز بیشتر در معرض آسیب‌های ناشی از نور خورشید و عفونت‌های پوستی است. استفاده‌کنندگان طولانی مدت از سفید کننده‌های پوست به راحتی می‌توانند به عفونت‌های قارچی و زگیل‌های ویروسی مبتلا شوند. مصرف‌کنندگان باردار نیز ممکن است عوارضی برای سلامتی خود و فرزندانشان داشته باشند.